# Engelbert I. (Berg)
Engelbert I. von Berg (* unbekannt; urkundlich 1152–1189; † Anfang Juli 1189 in Kubin (serb. Kovin) im Banat, heute Serbien) war von 1161 bis 1189 Graf von Berg.

## Leben
Engelbert war ein Sohn von Adolf II. von Berg aus dem Dynastengeschlecht Berg und dessen zweiter Ehefrau Irmgard von Schwarzenburg. Als Adolf II. im Jahr 1160 als Mönch in das Kloster Altenberg ging, teilte dieser die Grafschaft zwischen seinen zwei Söhnen Engelbert und Eberhard auf. Letzterer war der Ältere der beiden und erhielt die westfälischen Gebiete mit der Burg Altena, der späteren Grafschaft Mark. Engelbert dagegen empfing die rheinischen Gebiete mit Schloss Burg, die Grafschaft Berg. Urkundlich nachweisbar als Graf von Berg ist Engelbert ab 1165.
Spätestens 1175 heiratete Engelbert Margarethe, Tochter des Heinrich I. von Geldern, und hatte mit ihr folgende Kinder:
- Adolf (* spätestens 1175, † 7. August 1218 während des Fünften Kreuzzugs bei Damiette/Ägypten), von 1189 bis 1218 Graf von Berg
- Engelbert (* 8. November 1185, † 7. November 1225 bei Gevelsberg), nach diversen Propst-Positionen von 1216 bis 1225 Erzbischof von Köln
- eine namentlich nicht bekannte Tochter (möglicherweise namens Gisela), die 1225 als Nonne im Kloster Oelinghausen bei Arnsberg nachweisbar ist.

Durch seine Treue zu Kaiser Friedrich Barbarossa und den Kölner Erzbischöfen gelang es ihm, die Grafschaft zu stabilisieren und die Einnahmen zu vergrößern. Er erweiterte seine Besitzungen um die Burgen Bensberg, Neu-Windeck und Elberfeld. Wohl im Frühjahr 1189 erhielt Engelbert vom Edelherrn Arnold von Teveren dessen gesamten rechtsrheinischen Besitz zu Holthausen, Düsseldorf, Buscherhof, Eickenberg bei Millrath, Monheim, Himmelgeist, am Rheinufer nahe Holthausen und an der Anger für 100 Mark als Pfand. Das Pfand wurde nie eingelöst. Damit gelang Engelbert eine deutliche Abrundung der Grafschaft Berg im Norden. Kurz darauf brach er im Mai 1189 im Heer Kaiser Barbarossas zum Dritten Kreuzzug auf. Die Reise führte sie die Donau entlang über den Balkan. Bereits Anfang Juli 1189 starb Engelbert bei Kubin in Serbien, nahe der damaligen ungarisch-byzantinischen Grenze. Er war nach seinem Bruder Adolf der Zweite der Familie, der auf einem Kreuzzug starb. Mit dem Tod von Engelberts Söhnen Graf Adolf III., der 1218 auf dem Fünften Kreuzzug fiel, und Engelbert, der als Engelbert I. Erzbischof von Köln war und 1225 bei einem Überfall bei Gevelsberg getötet wurde, starb seine Familie im Mannesstamm aus.